# Prohysterophora
Prohysterophora là một chi bướm đêm thuộc phân họ Tortricinae của họ Tortricidae.

## Các loài
- Prohysterophora chionopa (Meyrick, 1891)
- Prohysterophora neftana (Meyrick, 1891)